# Bahnhof Mottgers
Der Bahnhof Mottgers (Betriebsstellenbezeichnung Mottgers) ist ein Überholbahnhof der Schnellfahrstrecke Hannover–Würzburg. Er liegt auf dem Gebiet des Ortsteils Mottgers der hessischen Gemeinde Sinntal und trägt daher seinen Namen.
Die Grenzen des Bahnhofs (Einfahrsignale) liegen bei den Streckenkilometern 264,853 und 267,461. Die Bahnanlage umfasst 4 Ein- und 8 Ausfahrsignale und 16 Weichen.

## Lage und Verlauf
Die 2314 m lange Anlage liegt zu etwa gleichen Teilen in einem bis zu 52 m tiefen Einschnitt und auf einem bis rund 23 m hohen Damm. Neben den beiden durchgehenden Hauptgleisen weist der Bahnhof zwei Überholgleise auf.
Die Trasse liegt im Bahnhofsbereich in einer durchgehenden Gerade. Die Gradiente fällt im Bahnhofsbereich durchgehend mit 1,5 Promille nach Süden ab.
Nördlich schließt sich der Schwarzenfelstunnel an, südlich folgt die Sinntalbrücke Zeitlofs. Im südlichen Bahnhofsbereich verläuft darüber hinaus die Landesgrenze zwischen Hessen und Bayern.
Die zulässige Geschwindigkeit auf den durchgehenden Hauptgleisen beträgt 280 km/h.
Das vorhandene Stellwerk der Bauart Sp Dr L60 wird im Regelfall vom Stellwerk Burgsinn aus ferngesteuert. 

## Geschichte

### Planung und Bau
In der Planungs- und Bauphase lag das Bauwerk in den Baukilometern 249 und 251. Nach anderen Angaben endete das Bauwerk in Baukilometer 250,300, nordwestlich von Zeitlofs.

### Betrieb

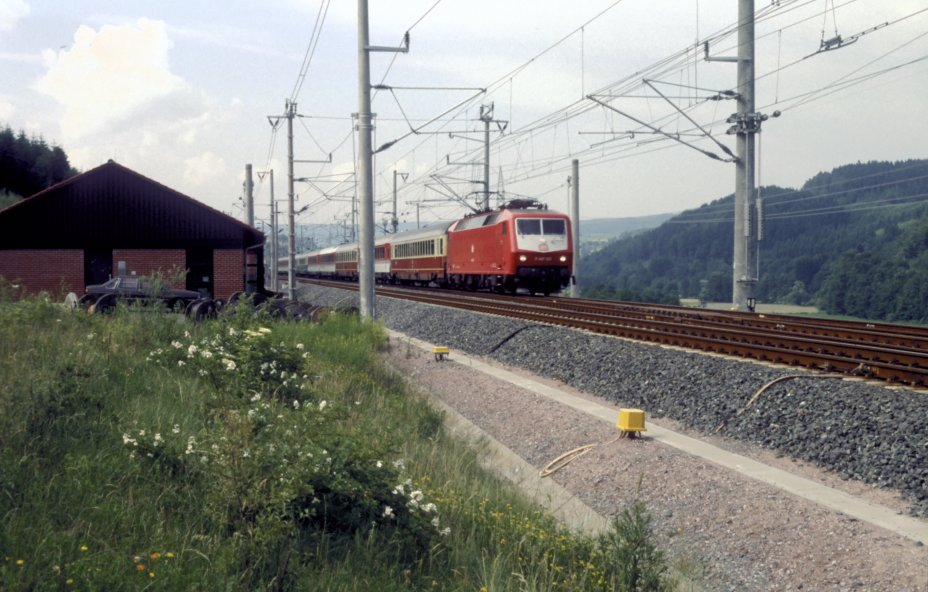
Ein Intercity passiert im Juni 1988 den Bahnhof

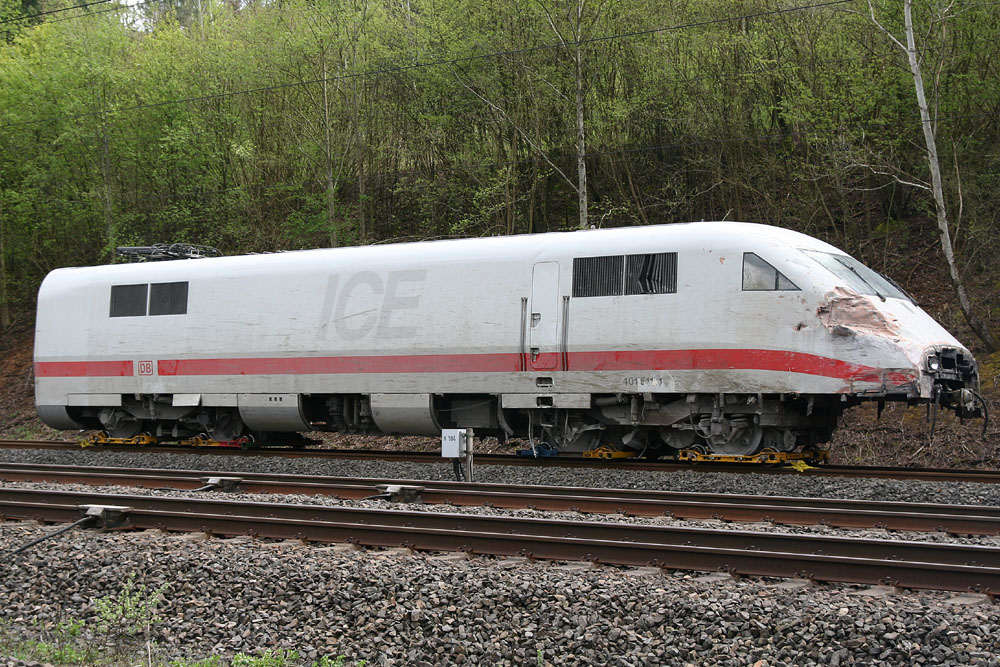
Der beim Landrückentunnel-Unfall beschädigte ICE-1-Triebkopf 401 511 im Bahnhof Mottgers (April 2008).

Die ICE-Weltrekordfahrt am 1. Mai 1988 endete im Bahnhof Mottgers. Der reguläre Betrieb wurde Ende Mai 1988 aufgenommen.